# Bình Nam
Bình Nam là một xã thuộc huyện Thăng Bình, tỉnh Quảng Nam, Việt Nam.
Xã Bình Nam có diện tích 26,12 km², dân số năm 2019 là 8.389 người, mật độ dân số đạt 321 người/km².